# Equisetum willmotii
Equisetum willmotii är en fräkenväxtart som beskrevs av Christopher Nigel Page. Equisetum willmotii ingår i släktet fräknar, och familjen fräkenväxter. Inga underarter finns listade i Catalogue of Life.